# Ingmarsarvet
Ingmarsarvet är en svensk film från 1925 i regi av Gustaf Molander. Filmen följdes upp med den samtidigt inspelade Till Österland 1926. 

## Om filmen
Filmen premiärvisades 26 december 1925. Filmen spelades in i Filmstaden Råsunda med exteriörer från Dala Floda och Torsång i Dalarna av J. Julius. Förlaga var Selma Lagerlöfs roman Jerusalem I: I Dalarne, som utgavs 1901. Ytterligare filmer baserade på romansvitens första del I Dalarne är Ingmarssönerna från 1919, Karin Ingmarsdotter från 1920 och Jerusalem från 1996.

## Rollista i urval
- Märta Halldén – Karin Ingmarsdotter
- Ivan Hedqvist – Stark Anders, torpare och trotjänare på Ingmarsgården
- John Ekman – Eljas, Karins förste man
- Lars Hanson – Ingmar Ingmarsson
- Mathias Taube – Halvor Halvorsson, kallad Tims Halvor, Karins andre man
- Mona Mårtenson – Gertrud Storm
- Nils Arehn – skolmästare Storm, Gertruds far
- Conrad Veidt – Helgum, väckelsepredikant
- Ida Brander – skolmästare Storms fru
- Knut Lindroth – Berger Sven Person, häradsdomare
- Jenny Hasselquist – Barbro Persdotter, hans dotter
- Lili Lani – nämndemans Gunhild
- Alfred Lundberg – nämndeman
- Bengt Djurberg – Gunhilds ena bror
- Sten Lindgren – Gunhilds andra bror

## Musik i filmen
Rudolf Sahlberg sammanställde en musikbeledsagning vid premiären på Röda Kvarn i Stockholm, med specialbeställd musik, komponerad av Eric Westberg och Oskar Lindberg, med motiv ur Dalarnas folkvisor och folkdanser, samt inslag från Helmer Alexanderssons musik till Victor Sjöströms Ingmarssönerna och Karin Ingmarsdotter.